# Gle Putong
Gle Putong är en kulle i Indonesien.   Den ligger i provinsen Aceh, i den västra delen av landet, 1 800 km nordväst om huvudstaden Jakarta. Toppen på Gle Putong är 174 meter över havet, eller 100 meter över den omgivande terrängen. Bredden vid basen är 2,0 km.
Terrängen runt Gle Putong är kuperad norrut, men söderut är den platt. Terrängen runt Gle Putong sluttar söderut.Runt Gle Putong är det glesbefolkat, med 18 invånare per kvadratkilometer. Omgivningarna runt Gle Putong är en mosaik av jordbruksmark och naturlig växtlighet.